# سمير ولي الدين
سمير ولي الدين (10 أغسطس 1938 - 4 أغسطس 1978)، ممثل مصري مولود لأب أزهري في عام 1938، اكتشفه عبد الرحمن الخميسي، وضمّه إلى فرقته المسرحية، عمل بالمسرح والسينما، اشترك في تمثيليات عديدة مثل (نجفة بولاق)، (هارب من الأيام)، كما عمل في العديد من المسرحيات منها (أصل وصورة) و (زيارة عراقية) و (شفيقة القبطية) و (درب العوالم)، وقام بدور الشاويش حسين في مسرحية (شاهد ما شفش حاجة)، أما السينما فله العديد من الأدوار الثانوية في أفلام  مثل (مغامرون حول العالم) و (شقة وعروسة يا رب) و (الشيماء).

## أعمال

### أفلام
| - إحترس!!! نحن المجانين:1978-مدبولي - مغامرون حول العالم:1978-حسن - شقة وعروسة يا رب:1978 - شباب يرقص فوق النار:1978-الجار - سلطانة الطرب:1978-حدّاد - مسافر بلا طريق:1978 - نساء في المدينة:1977 - الأزواج الشياطين:1977 - ألف بوسة وبوسة:1977 - البنت الحلوة الكدابة:1977 - مولد يا دنيا:1976 - جواز على الهوا:1976 | - لا يا من كنت حبيبي:1976-حموده - غراميات عازب:1976 - لا شيء يهم:1975 - مين يقدر على عزيزة:1975 - شقة في وسط البلد:1975-مقاول مباني - مجانين بالوراثة:1975 - لقاء مع الماضي:1975-المعلم شعلان - غابة من السيقان:1974- تاجر المخدرات - عريس الهنا:1974 - البنات والمرسيدس:1973-صاحب البيت - المرأة التي غلبت الشيطان:1973 - البحث عن فضيحة:1973 | - ذات الوجهين:1973 - الشيماء:1972-السادن - جريمة لم تكتمل:1972 - امتثال:1972 - الخطافين:1972 - الغضب:1972 - جريمة لم تكتمل :1972 - الشيطان امرأة :1972 - الأضواء:1972 - ثم تشرق الشمس:1971 - الظريف والشهم والطماع:1971 - بريء في المشنقة:1971 | - الحسناء واللص:1971 - 5 شارع الحبايب:1971 - الثعلب والحرباء:1970-شاويش السجن - لسنا ملائكة:1970 - ربع دستة أشرار:1970 - الوادى الأصفر:1970 - أشياء لا تشترى:1970 - العميل 77:1969-تمساح - دخان الجريمة:1969 - ابن الشيطان:1969-مخبر التموين - أسرار البنات:1969-والد منى | - السيرك:1968 - المخربون:1967 - نورا:1967 - جريمة في الحي الهادي:1967 - العبيط:1966- بواب - شياطين الليل:1966 - مبكى العشاق:1966-طبيب المستشفى - 30 يوم في السجن:1966 - المشاغبون:1965 - اغفر لي خطيئتي:1962-علي - رجل وحصان |

### مسلسلات
| - أحلام الفتى الطائر:1978-مرسي - السمان و الخريف:1978-جرجاوي - أفواه وأرانب:1978 - مارد الجبل:1977-عفيفي - نجم الموسم:1977 | - الشاطئ المهجور:1975 - تحفة ومشقاص في كفر البلاص:1974 - القضبان:1974 - الدوامة:1973 - المدينة الهادئة:1972 | - الخماسين:1972 - المغامرون الخمسة:1972 - أنا القاتل:1971 - ذات النطاقين:1971 - متاعب المهنة:1970 - كروان:1970 | - الهروب:1969-شنواني - أبدا لن أموت:1969-الشاويش - الانتقام:1969 - مفتش المباحث:1968 - بيار الملح:1967 | - لا تطفئ الشمس:1965-عم هريدي - خيال المآتة:1964 - بعد الضياع - هنداوي |

### أخرى
| - مسرحية :شاهد ما شافش حاجة:1976-الشاويش حسين - مسرحية: مدرسة المشاغبين:1973- الفراش جابر - فوازير: وحوي يا وحوي:1969 - مسرحية: سيدتي الجميلة:1969- شحته | - مسرحية: عفريت الست شوقية:1966 - سباعية: الليل والبراري - برنامج: حياتي | - مسلسل إذاعي: أرملة وثلاثة أزواج - مسلسل إذاعي: قاهر الظلام - فوازير : فوازير ثلاثي أضواء المسرح |

## روابط خارجية
- سمير ولي الدين على موقع IMDb (الإنجليزية)
- سمير ولي الدين على موقع الدهليز
- سمير ولي الدين على موقع قاعدة بيانات الأفلام العربية